# محمد خان استاجلو
محمدخان استاجلو (درگذشتهٔ ۱۵۱۴) ایل استاجلو بود. او نقش اساسی در گسترش فتوحات شاه اسماعیل یکم در آسیای صغیر و بین‌النهرین ایفا کرد. او از سال ۱۵۰۶ تا ۱۵۱۴ به عنوان فرماندار استان دیاربکر فعالیت می‌کرد. محمدخان در جنگ چالدران در حین خدمت به عنوان فرمانده کشته شد.

## زندگی
محمدخان استاجلو پسر میرزا بیگ استاجلو و دارای سه برادر بود. اولاش بیگ استاجلو، ایوز بیگ استاجلو و قرا بیگ استاجلو. او با یکی از خواهران شاه اسماعیل ازدواج کرده بود. هنگامی که شاه اسماعیل در سال ۱۵۰۶ به خوی بازگشت، پس از چند زد و خورد با علاءالدوله، حاکم ذوالقدر، محمدخان استاجلو را به عنوان والی جدید دیاربکر منصوب کرد.
حدود دو ماه قبل از نبرد چالدران (۱۵۱۴)، سلطان سلیم اول عثمانی و ارتش او به شهر سیواس رسیده بود. محمدخان استاجلو با آگاهی از این رویکرد گسترده، در خلال عقب‌نشینی از مقر فرمانداری خود در دیاربکر، منطقه را ویران کرد که در هفته‌های بعد، پیشرفت عثمانی به سمت شرق را کند کرد.
در روز وقوع نبرد سرنوشت ساز چالدران، محمدخان استادجلو و نورعلی خلیفه دو فرمانده صفوی بودند که تجربه دست اولی از شیوه‌های جنگی عثمانی داشتند. هر دو توصیه کردند که قبل از آنکه عثمانی‌ها آرایش دفاعی خود را تکمیل کنند باید حمله کرد. اما این توصیه از سوی دورمیش خان شاملو و هم از سوی خود پادشاه رد شد. این تصمیم بسیار پرهزینه شد و باعث شکست در چالدران شد. محمدخان که فرماندهی جناح چپ ارتش صفویه را بر عهده داشت با افرادش کشته شدند.